# Lletra de Manapa-tarhunta
La lletra de Manapa-Tarhunta és un text hitita del segle XIII aC. Es conserva de manera fragmentària, ja que molts apartats i passatges s’han perdut. La troballa es va produir l’any 1980 i el text ha estat traduït i interpretat pel professor Houwink Ten Cate, professor emèrit d’Història Antiga del Pròxim Orient i de llengües a la Universitat d’Amsterdam.
El text és una carta d’un rei vassall dels hitites, Manapa-Tarhunta, adreçada al seu superior, probablement Muwattalli II. En ella s’hi expliquen els problemes militars que ha patit a les seves terres a causa d’un rebel anomenat Piyamaradu i el seu gendre, Atpa. A més, es fa referència a un conflicte amb els SARIPU, un grup d’artesans que haurien desertat o haurien estat segrestats. Manapa-Tarhunta s’excusa d’haver sofert aquesta derrota al·legant que estava malalt.

## Context històric
La lletra de Manapa-Tarhunta tracta sobre aquest mateix rei, sobirà del país de Seha-Appawiya, un regne situat entre els rius Hermos i Aikos, i datat aproximadament al primer terç del segle XIII aC. La zona estava dominada per reis vassalls dels hitites, com Kupanta-Kurunta, Targâsnali o el mateix Manapa-Tarhunta, tots ells sota el control de Muršili II i, en el moment de la carta, de Muwattalli II. A la regió també hi havia rebels o pirates que atacaven ciutats i regnes; en la carta s’esmenten Piyamaradu i Atpa.

## Contingut de la lletra de Manapa-Tarhunta
La carta és un missatge de submissió i disculpa per part del sobirà de Seha-Appawiya al seu superior hitita, Muwattalli II. Del fragment conservat, primer trobem les salutacions formals, on Manapa-Tarhunta es presenta com a servent del sobirà i li desitja prosperitat a ell i a les seves terres. Tot seguit, s’excusa afirmant que estava greument malalt i que, per aquest motiu, no va poder combatre.
En el tercer i quart apartats, els millor conservats, s’explica el conflicte. Piyamaradu, un rebel, va atacar les seves terres i li va infligir una derrota contundent. Piyamaradu apareix també en altres textos hitites, juntament amb Atpa. Se sap que Piyamaradu havia estat un renegat de la cort del regne d’Arzawa i que havia mantingut conflictes amb Hatti a Anatòlia occidental i a les costes, fet que podria haver provocat, ja abans de la carta, un enfrontament amb Manapa-Tarhunta.
Durant aquest conflicte, Manapa-Tarhunta va ser desposseït temporalment i substituït per Atpa, familiar (probablement gendre) de Piyamaradu, com a rei de les terres de Seha. Des d’allà, Atpa va atacar Lazpa (actual Lesbos) i, com a conseqüència, un grup d’artesans o servents, anomenats SARIPU o SARIPUTI, van desertar o van ser capturats. Tanmateix, gràcies a la intervenció d’un aliat hitita, probablement Kupanta-Kurunta o Kupanta-Lamma, aquests van tornar sota el control de Manapa-Tarhunta.
La relació entre Manapa-Tarhunta i Kupanta-Kurunta és coneguda gràcies al “tractat entre Muršili II i Kupanta-Kurunta de Mira-Kuwaliya”, en què es fa jurar a Kupanta-Kurunta que no causarà cap mal a Manapa-Tarhunta ni a Targâsnali, un altre sobirà lliure. Aquesta intervenció va ser, en principi, diplomàtica, però considerant la importància de Hatti i de Seha-Appawiya, és possible que fos recolzada per un contingent militar.

## Interpretació històrica i debat acadèmic
Hi ha diversos debats en relació amb la interpretació de determinats passatges i referències, especialment sobre la identificació de Wilusa com a Troia, un estat micènic situat al nord-oest de l’Egeu. Per exemple, Trevor Bryce, en el seu llibre Trojans and their Neighbours, afirma que en tres tauletes del segle XIII aC es fa referència a Troia com a Wilusa. En la lletra de Manapa-Tarhunta s’esmenta que Wilusa hauria estat ocupada per Piyamaradu i conquerida posteriorment pels hitites. Tanmateix, el mateix Bryce adverteix que aquesta interpretació és ajustada i no concloent.
Un altre aspecte de debat és la fiabilitat dels textos oficials hitites. Autors com Cancik-Kirschbaum, Klinger i Müller defensen que el relat exacte dels fets pot haver estat manipulat; essent una carta de rendició, la seva veracitat cal prendre-la amb precaució, especialment pel que fa als detalls menors. Aquests detalls, que sovint es perdrien en la memòria humana, s’inclouen en el relat per generar una sensació de versemblança. Aquests autors consideren que l’important és el fet general que s’hi destaca, una postura que altres investigadors no sempre comparteixen.
Finalment, cal mencionar la discussió geo-política sobre si Lazpa formava part o no del territori de Manapa-Tarhunta, és a dir, si estava dins de la demarcació del país del riu Seha.